# Lancia Thema (2011)
| Sterne im Euro-NCAP-Crashtest |

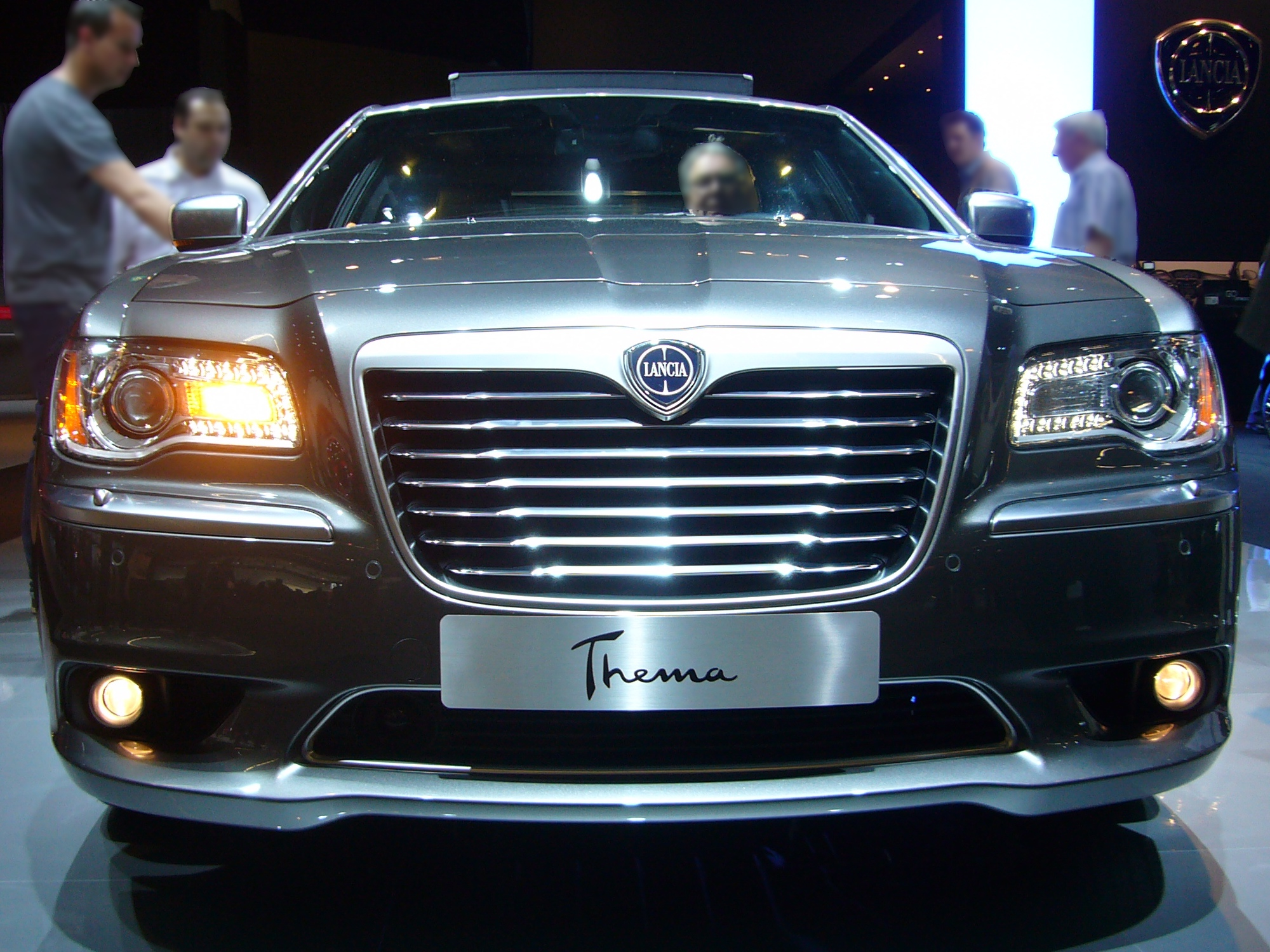
Die Frontpartie trägt den neuen gemeinsamen Kühlergrill von Chrysler und Lancia sowie das Lancia-Logo

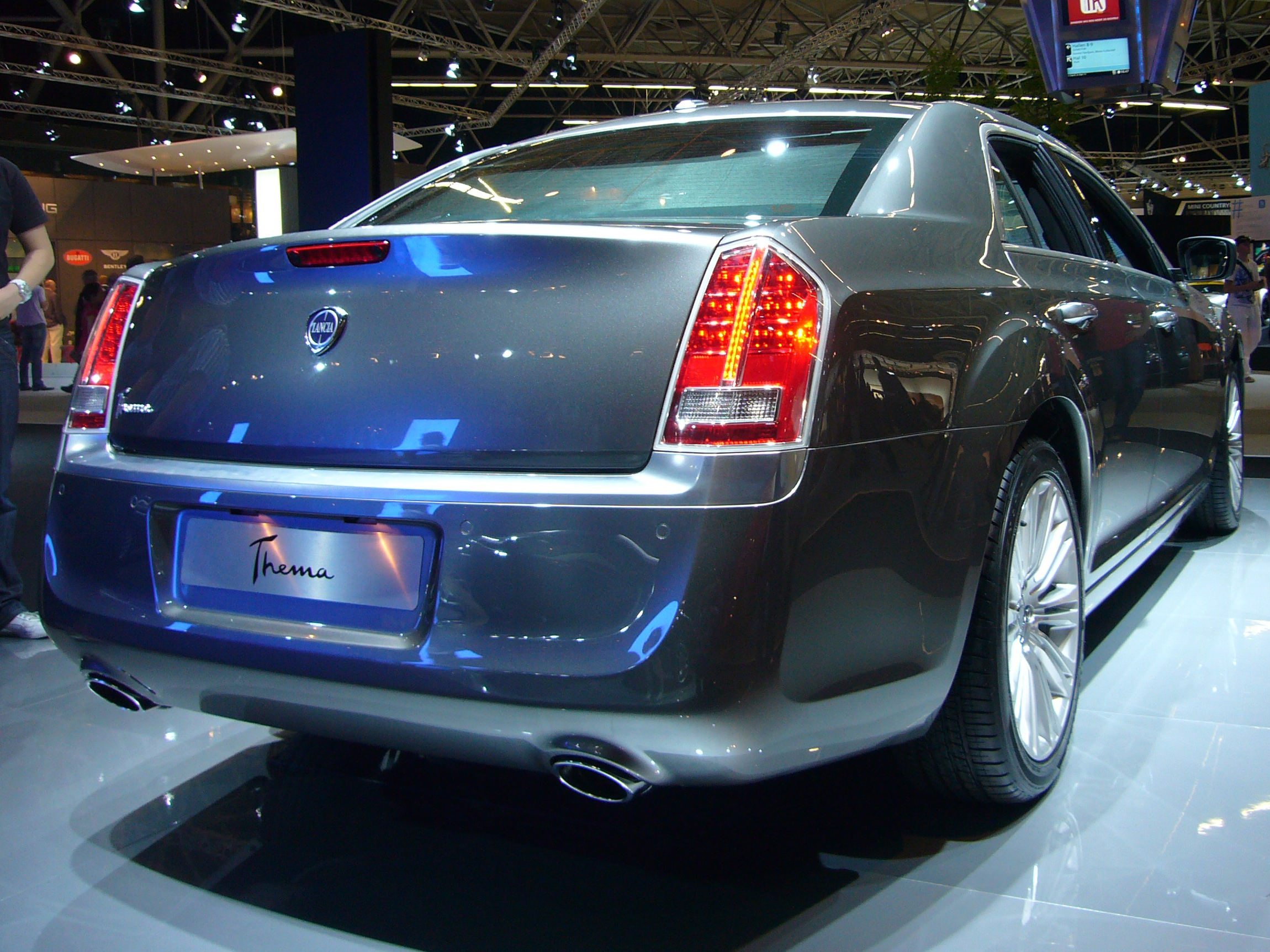
Heckpartie

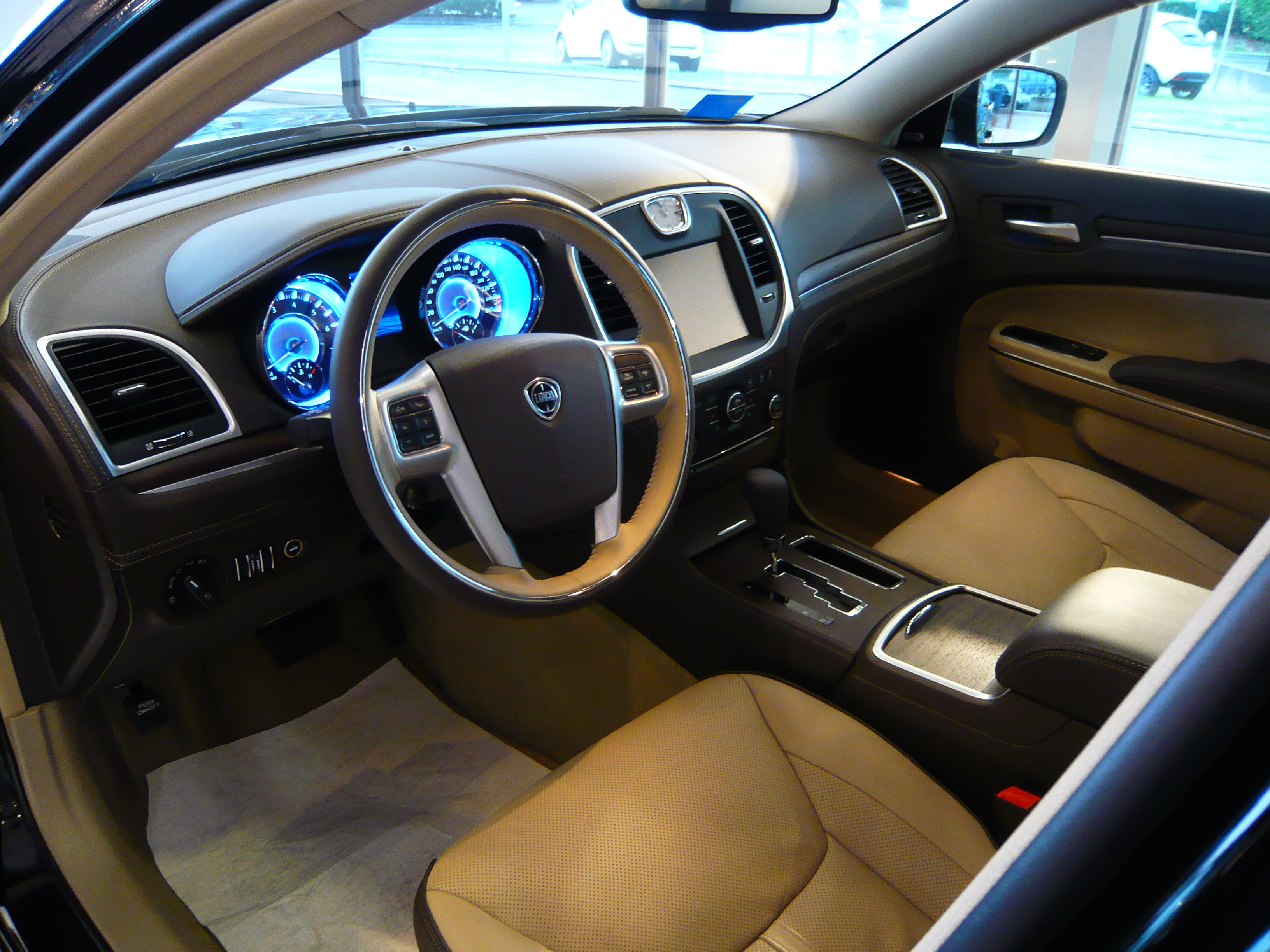
Interieur

Der im März 2011 vorgestellte Lancia Thema war eine viertürige Limousine der oberen Mittelklasse. Das Fahrzeug wurde vom amerikanischen Automobilhersteller Chrysler hergestellt und in Europa als Lancia vermarktet. Er ist nahezu baugleich mit dem Chrysler 300 der zweiten Serie.
Er ersetzte auf dem kontinentaleuropäischen Markt sowohl den bisherigen Chrysler 300 als auch den Lancia Thesis, die eigenständige Modelle waren und nebeneinander angeboten wurden. Die Markteinführung erfolgte am 12. November 2011.
Im Oktober 2014 wurde die Produktion des Thema nach nur drei Jahren eingestellt. Gründe dafür sind die geringen Verkaufszahlen und der Rückzug der Marke Lancia von diversen europäischen Märkten.

## Modellgeschichte
Nachdem Lancias Mutterkonzern Fiat im Juni 2009 insgesamt 20 Prozent der Anteile an Chrysler übernommen hatte, entwickelte Fiats Vorstandsvorsitzender Sergio Marchionne ein Konzept zur Vereinheitlichung der Produktionslinien beider Unternehmen. Dazu gehörte die Entscheidung, die Marken Chrysler und Lancia zusammenzulegen. Seitdem arbeiteten beide Marken zusammen und entwickelten ein gemeinsames Portfolio, das bisherige Entwicklungen berücksichtigte.
Der Vertrieb der gemeinsamen Fahrzeuge war geografisch aufgeteilt: Chrysler übernahm den Vertrieb in den englischsprachigen Ländern einschließlich Großbritannien und Irland, während die Modelle des Unternehmens in den restlichen Ländern, vor allem in Europa, unter der Marke Lancia vertrieben wurden.
Zu Lancias Modellpalette gehörten seitdem nicht nur die in Italien entwickelten und gebauten Kleinwagen wie der Ypsilon und Musa sowie der Kompaktwagen Delta, sondern auch erneut große Limousinen und Vans, die von Chrysler beigesteuert werden. Der Lancia Thema war dementsprechend eine Europaversion des aktuellen Chrysler 300, der auf dem kontinentaleuropäischen Markt nicht mehr unter dieser Bezeichnung angeboten wird.
Marchionnes Konzept der Zusammenlegung von Lancia und Chrysler wurde in der Presse vielfach verrissen. Zahlreiche Berichte wiesen auf die sehr unterschiedlichen Traditionen beider Marken und die ebenso unterschiedlichen sozialen Milieus der bisherigen Käufer der beiden Marken hin, bis hin zur Bezeichnung als „Pizza mit Ketchup“. Die FAZ hingegen bezeichnete den Thema als „Geheimtipp für Genießer“ und lobte die „präsidiale Präsenz und würdevolle Arroganz“.
Die Scuderia Ferrari nutzte die Dieselversion des Thema als Dienstwagen, darunter auch Fernando Alonso.

## Design
Beim Badge-Engineering wird das Aussehen eines Produkts verfremdet, um es unter verschiedenen Marken anzubieten. Daher sehen sich die Chrysler- und die Lanciamodelle sehr ähnlich. Das Design des Lancia Thema steht in der Tradition der ersten von 2004 bis 2011 produzierten Generation des Chrysler 300. Wie dieser hat auch der Thema eine hohe Gürtellinie mit einem vergleichsweise niedrig wirkenden Dachaufbau. Der Dachaufbau und die Gesamtproportionen des Wagens entsprechen im Wesentlichen dem bisherigen Chrysler 300. Auch die Frontpartie mit dem großen Kühlergrill greift etabliertes Chrysler-Design auf. Der Kühlergrill trägt das Lancia-Logo, aber nicht die bislang übliche senkrechte Trennstrebe. Stattdessen verlaufen die Zierstreben hier wie auch bei der USA-Version waagerecht. Die zu den Heckleuchten gezogenen leicht angedeuteten Heckflossen können dagegen als Zitat des Lancia Kappa Coupé bzw. des klassischen Flaminia Coupé Pininfarina verstanden werden.

## Technik
Die Motorisierungen des Lancia Thema wichen von denen der für den nordamerikanischen Markt bestimmten Chrysler 300 ab. Lancia bot zwei 3,0 Liter große Dieselmotoren mit 140 kW (190 PS) oder 176 kW (239 PS) an. Sie wurden bei VM Motori in Italien konstruiert. Die Spitzenmotorisierung war ein 3,6 Liter großer Sechszylinder-Ottomotor, der 210 kW (286 PS) leistete. Die bis zu 6,4 Liter großen Achtzylindermotoren, mit denen Fahrzeuge für den nordamerikanischen Markt ausgestattet wurden, waren im Lancia Thema nicht erhältlich.
Die Kraft übertrug im Fall der Dieselmotoren eine Fünfstufenautomatik, beim Ottomotor wurde dagegen eine Achtstufenautomatik verwendet. Den Thema mit Dieselmotoren gab es ausschließlich mit Hinterradantrieb, mit Ottomotoren auch mit Allradantrieb.

## Ausstattung
Lancia bot beim Modellstart im November 2011 die Ausstattungsstufen Gold, Platinum und Executive an. Die Serienausstattung umfasste Lederausstattung, ein Infotainmentsystem mit Touchscreen, Xenon-Scheinwerfer, ein schlüsselloses Fahrberechtigungssystem und eine Rückfahrkamera.
Das amerikanische Schwestermodell wies in den Basisversionen eine deutlich schlichtere Serienausstattung auf.

## Technische Daten
| Technische Daten Lancia Thema  | Technische Daten Lancia Thema                              | Technische Daten Lancia Thema                              | Technische Daten Lancia Thema                              |
|                                | Thema 3.0 V6 MultiJet 24v                                  | Thema 3.0 V6 MultiJet 24v                                  | Thema 3.6 V6 Pentastar 24v                                 |
| ------------------------------ | ---------------------------------------------------------- | ---------------------------------------------------------- | ---------------------------------------------------------- |
| Motor:                         | Diesel                                                     | Diesel                                                     | Otto                                                       |
| Motorbauart:                   | Sechszylinder-V-Motor, vorn längs eingebaut                | Sechszylinder-V-Motor, vorn längs eingebaut                | Sechszylinder-V-Motor, vorn längs eingebaut                |
| Hubraum:                       | 2987 cm³                                                   | 2987 cm³                                                   | 3604 cm³                                                   |
| Bohrung × Hub:                 | 83,0 mm × 92 mm                                            | 83,0 mm × 92 mm                                            | 96,0 mm × 83,0 mm                                          |
| Leistung bei 1/min:            | 140 kW (190 PS) bei 4000                                   | 176 kW (239 PS) bei 4000                                   | 210 kW (286 PS) bei 6350                                   |
| Max. Drehmoment bei 1/min:     | 440 Nm bei 1600                                            | 550 Nm bei 1800                                            | 340 Nm bei 4650                                            |
| Verdichtung:                   | 16,5:1                                                     | 16,5:1                                                     | 10,2:1                                                     |
| Gemischaufbereitung:           | Direkteinspritzung Common Rail                             | Direkteinspritzung Common Rail                             | sequenzielle Multiport-Einspritzung                        |
| Getriebe:                      | automatisches Fünfstufengetriebe                           | automatisches Fünfstufengetriebe                           | automatisches Achtstufengetriebe                           |
| Radaufhängung vorn und hinten: | Einzelradaufhängung mit Doppelquerlenker, Querstabilisator | Einzelradaufhängung mit Doppelquerlenker, Querstabilisator | Einzelradaufhängung mit Doppelquerlenker, Querstabilisator |
| Bremsen:                       | innenbelüftete Scheibenbremsen rundum                      | innenbelüftete Scheibenbremsen rundum                      | innenbelüftete Scheibenbremsen rundum                      |
| Spurweite vorn/hinten:         | 1623/1640 mm                                               | 1623/1640 mm                                               | 1623/1640 mm                                               |
| Radstand:                      | 3052 mm                                                    | 3052 mm                                                    | 3052 mm                                                    |
| Abmessungen:                   | 5066 mm × 1902 mm × 1488 mm                                | 5066 mm × 1902 mm × 1488 mm                                | 5066 mm × 1902 mm × 1488 mm                                |
| Leergewicht:                   | 2038 kg                                                    | 2038 kg                                                    | 1876 kg                                                    |
| Höchstgeschwindigkeit:         | 232 km/h                                                   | 232 km/h                                                   | 240 km/h                                                   |
| Beschleunigung, 0–100 km/h:    | 10,1 s                                                     | 7,8 s                                                      | 7,7 s                                                      |
| Verbrauch (l/100 km):          | 7,1                                                        | 7,1                                                        | 9,4                                                        |
| Tankvolumen                    | 72 l                                                       | 72 l                                                       | 72 l                                                       |

## Zulassungszahlen
In der Bundesrepublik Deutschland wurden zwischen 2011 und 2014 insgesamt 462 Lancia Thema neu zugelassen. Die meisten davon hatten einen Dieselmotor.
| 4 \| \| |
|         |

|  |

| 123 \| \| |
|           |

|  |

| 4 \| \| |
|         |

|  |

| 123 \| \| |
|           |

|  |

| 25 \| \| |
|          |

|  |

| 159 \| \| |
|           |

|  |

| 25 \| \| |
|          |

|  |

| 159 \| \| |
|           |

|  |

| 37 \| \| |
|          |

|  |

| 94 \| \| |
|          |

|  |

| 37 \| \| |
|          |

|  |

| 94 \| \| |
|          |

|  |

| 10 \| \| |
|          |

|  |

| 10 \| \| |
|          |

|  |

| 10 \| \| |
|          |

|  |

| 10 \| \| |
|          |

|  |

| 4 \| \| |
|         |

|  |

| 123 \| \| |
|           |

|  |

| 4 \| \| |
|         |

|  |

| 123 \| \| |
|           |

|  |

| 25 \| \| |
|          |

|  |

| 159 \| \| |
|           |

|  |

| 25 \| \| |
|          |

|  |

| 159 \| \| |
|           |

|  |

| 37 \| \| |
|          |

|  |

| 94 \| \| |
|          |

|  |

| 37 \| \| |
|          |

|  |

| 94 \| \| |
|          |

|  |

| 10 \| \| |
|          |

|  |

| 10 \| \| |
|          |

|  |

| 10 \| \| |
|          |

|  |

| 10 \| \| |
|          |

|  |

| 4 \| \| |
|         |

|  |

| 123 \| \| |
|           |

|  |

| 4 \| \| |
|         |

|  |

| 123 \| \| |
|           |

|  |

| 25 \| \| |
|          |

|  |

| 159 \| \| |
|           |

|  |

| 25 \| \| |
|          |

|  |

| 159 \| \| |
|           |

|  |

| 37 \| \| |
|          |

|  |

| 94 \| \| |
|          |

|  |

| 37 \| \| |
|          |

|  |

| 94 \| \| |
|          |

|  |

| 10 \| \| |
|          |

|  |

| 10 \| \| |
|          |

|  |

| 10 \| \| |
|          |

|  |

| 10 \| \| |
|          |

|  |

| 4 \| \| |
|         |

|  |

| 123 \| \| |
|           |

|  |

| 4 \| \| |
|         |

|  |

| 123 \| \| |
|           |

|  |

| 25 \| \| |
|          |

|  |

| 159 \| \| |
|           |

|  |

| 25 \| \| |
|          |

|  |

| 159 \| \| |
|           |

|  |

| 37 \| \| |
|          |

|  |

| 94 \| \| |
|          |

|  |

| 37 \| \| |
|          |

|  |

| 94 \| \| |
|          |

|  |

| 10 \| \| |
|          |

|  |

| 10 \| \| |
|          |

|  |

| 10 \| \| |
|          |

|  |

| 10 \| \| |
|          |

|  |

|  | Benziner (76) |

|  | Benziner (76) |

|  | Diesel (386) |

|  | Diesel (386) |